# ヴァンテーヌ
Vingtaine （ヴァンテーヌ）は、アシェット婦人画報社（現：ハースト婦人画報社）が発行していたファッション雑誌。同社が発行する「25ans」（ヴァンサンカン）より下の年齢層、20代の独身女性を読者対象としている。
1989年9月、婦人画報社（当時）より発刊された。単なるコーディネートの実例の列挙に終わらない編集方針が好評で、その上の年代層にも人気があった。ムック『ヴァンテーヌスタイル』など関連書籍を発行したほか、読者の意見を参考にした、パンツとスカートのそれぞれに似合う2デザインのカーディガンなどを企画・製作して通信販売を行うこともあった。メイクやライフスタイル、カルチャー面の情報も多く掲載されていた。
しかし1999年、婦人画報社がアシェット・フィリパッキ・メディアに買収されアシェット婦人画報社になってから、編集方針が変わり、他の雑誌と一線を画していた独自性が失われた。以後部数が伸び悩み、2007年11月12日発行の12月号をもって休刊となった。

## 主な登場モデル
- ステラかなえ
- 田中玲
- 仲川希良
- カリン・チュ
- 女華
- 原裕美子 (モデル)
- 杉山あやの